# Championnat de Belgique masculin de handball D3 1980-1981
Navigation
Division 3 1979-1980 Division 3 1981-1982
La saison 1980-1981 du Championnat de Belgique de handball fut la ? de la plus haute division belge de handball. 

## Participants
| - H.Villers 59 - HC La Fraternité Verviers - HC Eynatten - HC 200 Ans - SCA Montegnée - ACS Woluwe - TOC Flémalle |  | - EHC Kain - Université de Liège - Crossing Ambiorix Schaerbeek - Amicale Vicé - SS Amay - CSV Ransart - Seraing |

## Classement final
| Rang | Équipe                       |
| ---- | ---------------------------- |
| 1er  | H.Villers 59                 |
| 2e   | HC La Fraternité Verviers    |
| 3e   | HC Eynatten                  |
| 4e   | JS Ans                       |
| 5e   | SCA Montegnée                |
| 6e   | ACS Woluwé                   |
| 7e   | EHC Kain                     |
| 8e   | Université de Liège          |
| 9e   | Ambiorix Crossing Schaerbeek |
| 10e  | Amicale Visé                 |
| 11e  | SS Amay                      |
| 12e  | CSV Ransart                  |
| 13e  | Seraing                      |
| 14e  | TOC Flémalle                 |

|  | Champion de Belgique de D3 |
|  | Relégués                   |